# Münzprägung unter Edward VII.
In seiner nur kurz andauernden Regierungszeit ließ Edward VII. nicht sehr viele Münztypen ausprägen. Der damaligen Währungseinheit nach entsprachen 12 Pence einem Shilling und 20 Shilling einem Pfund Sterling.
Auf dem Avers ist auf jeder Münze ein nach rechts gewandtes Kopfbild von Edward VII. abgebildet, dazu die Inschrift EDWARDUS VII DEI GRA: BRITT: OMN: REX, was so viel bedeutete wie Edward VII. von Gottes Gnaden, König aller Britannier.
Alle Münzen mit Ausnahme der 1-Crown Münze, der 2-Pound Münze und der 5-Pound Münze existierten jeweils mit den Jahreszahlen 1902 bis 1910. Die drei Ausnahmen wurden nur mit der Jahreszahl 1902 herausgegeben.
Alle Bronze- und Silbermünzen wurden in London geprägt. 

## Bronzemünzen
Die Münze mit dem niedrigsten Wert, die Edward prägen ließ, hatte den Wert von einem Farthing (Viertelpenny) und war aus Bronze. Die nächsthöhere Münze war ein halber Penny, der ebenfalls aus Bronze geschlagen wurde, ebenso wie die Münze zu einem Penny. Auf dem Revers ist eine sitzende Britannia dargestellt, die einen Dreizack mit der linken Hand hält und die Rechte auf den Schild neben ihren Thron gelegt hat. Dahinter befindet sich ein Leuchtturm, unter der Szenerie die jeweilige Jahreszahl.

## Silbermünzen
Die nächsthöheren Münzen zu einem Penny, zwei Pence, drei Pence und vier Pence wurden in Silber ausgeprägt. Sie zeigen auf dem Revers die jeweilige Wertzahl, die von einer Krone überhöht wird, im Blattkranz. Jeder dieser Münztypen wurde mit den Jahreszahlen 1902 bis 1910 herausgegeben.
 Das Münzbild der Sechs-Pence-Münze wurde etwas abgeändert. Nicht nur die Wertzahl, sondern die gesamte Wertangabe steht im Kreis.
Die Münze zu einem Shilling zeigt auf der Rückseite einen Löwen, der auf einer Krone steht, die Jahreszahl wird durch die Krone geteilt. 
 Die Münze zu einem Florin (2 Shilling) zeigte eine stehende Britannia, die einen Dreizack in der Rechten hält und die Linke über ihren Schild gelegt hat.
Die Münze zu einer halben Crown zeigten auf dem Revers das gekrönte Wappen des Vereinigten Königreichs. Auf der 1-Crown Münze ist auf der Rückseite der Heilige Georg abgebildet, der mit dem Drachen kämpft, im Abschnitt steht die Jahreszahl.

## Goldmünzen
Die im Wert niedrigste Goldmünze entspricht einem halben Sovereign. Sie ist die erste Münze, die nicht ausnahmslos in London geprägt wurde und somit nur in Großbritannien zur Verfügung stand, weitere Prägeorte waren Melbourne zwischen 1906 und 1909, Perth in den Jahren 1904, 1908 und 1909 und Sydney mit den Jahreszahlen 1902, 1903, 1906 und 1908.
Die Münzstätte von London trägt kein Münzzeichen, bei den in Melbourne geprägten Münzen ist das Münzzeichen M, in Perth P und in Sydney S. Diese Münze war somit in Australien gültig. Sie zeigt wie die 1-Crown Münze den heiligen Georg im Kampf mit dem Drachen. 
Die Münze zu einem Sovereign wurde in London, Melbourne, Perth und Sydney zwischen 1902 und 1910 und in Ottawa (Münzzeichen C) zwischen 1908 und 1910 ausgeprägt.
Die 2-Sovereign Münze wurde nur mit der Jahreszahl 1902 geprägt. Die Münzstätten heißen London und Sydney, wobei nur vier Exemplare mit dem Münzbuchstaben S geprägt wurden.
Die höchste Münze besaß einen Wert von 5 Sovereign und zeigt wie alle Sovereign den heiligen Georg auf der Rückseite. Sie wurde ebenfalls nur mit der Jahreszahl 1902 ausgeprägt. Die Münzstätten sind London und Sydney, allerdings existierten nur drei Exemplare mit dem Münzbuchstaben S.